# حسن المحرمي
حسن المحرمي (مواليد 6 يونيو 1996) لاعب كرة قدم إماراتي يجيد اللعب في الدفاع مع نادي بني ياس في دوري الخليج العربي الإماراتي .

## وصلات خارجية
- حسن المحرمي على موقع ناشيونال فوتبول تيمز (الإنجليزية)
- حسن المحرمي على موقع Soccerway.com (الإنجليزية)